# Клинча Села
Клинча Села (на хърватски: Klinča Sela) е община в Загребска жупания, Хърватия. Според преброяването от 2011 г. има 5231 жители, 98% от които са хървати.